# Karthago
Karthago eller Kartago (feniciska Kart Hadasht, latin Carthago, franska och engelska Carthage, arabiska قرطاج) är en arkeologisk plats i Tunisien utanför huvudstaden Tunis. Det moderna Karthago är en förort till Tunis och hade 17 010 invånare vid folkräkningen 2014. Platsen är upptagen på Unescos världsarvslista. Från cirka 600 f.Kr till 200 f.Kr var Kartago med sin stora flotta och rikedomar en stormakt vid Medelhavet
Karthago var huvudstaden i det feniciska handelsriket med samma namn med andra stora städer som Hadrumetum, Kerkuan, Leptis Magna och Utica.

## Historia

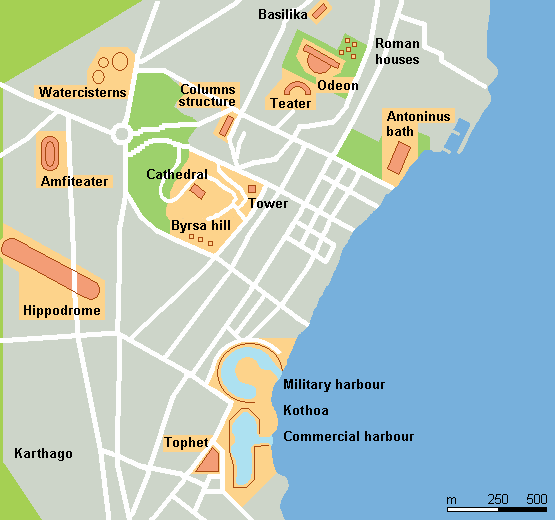
Karta över det moderna Karthago.

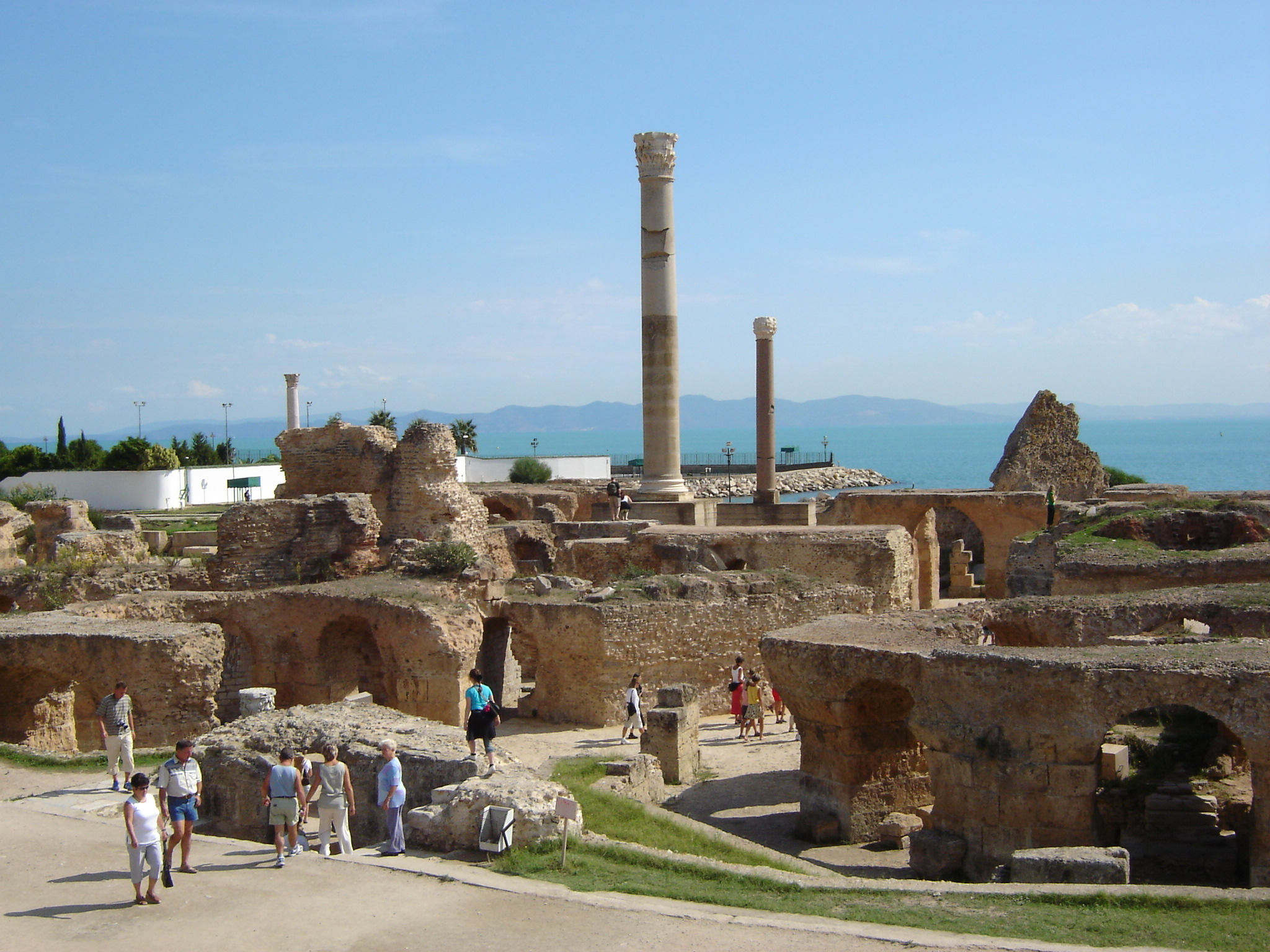
Antoninus bad.

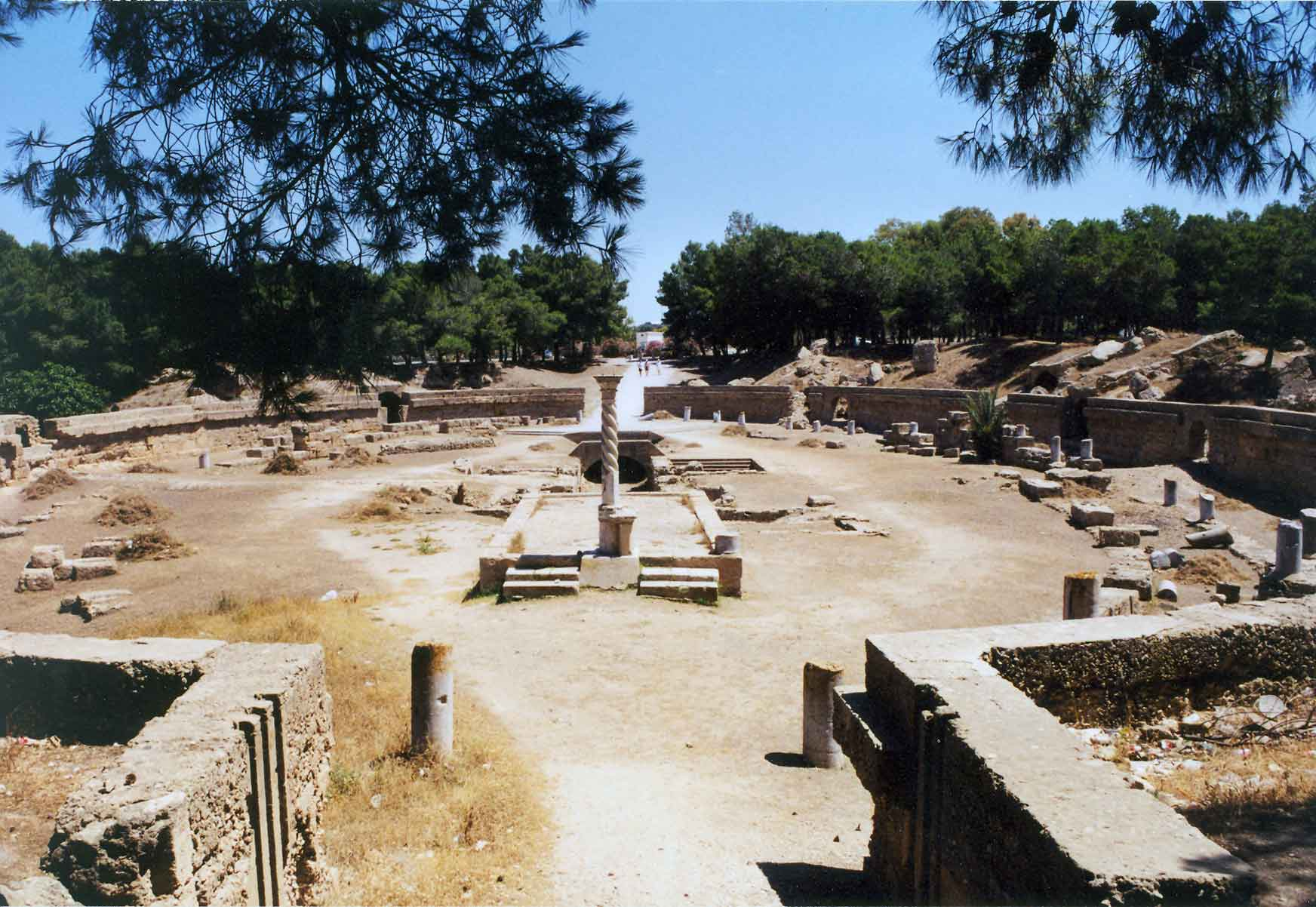
Amfiteatern.

Den grundades 814 f.Kr. Ursprungligen var det ett underlydande område till den feniciska staden Tyros. Karthago blev självständigt omkring 650 f.Kr. och upprättade en hegemoni över andra feniciska bosättningar i hela Medelhavet, Nordafrika och vad som nu är Spanien, ett välde som varade fram till slutet av 200-talet f.Kr. På toppen av stadens betydelse, sträckte sig dess politiska inflytande över större delen av västra Medelhavet och var ett av de stora handelsnaven.
Under stor del av sin historia var Karthago i ett konstant stridstillstånd med grekerna på Sicilien och med den romerska republiken, vilket ledde till en serie väpnade konflikter kända som grekisk-puniska krigen och puniska krigen. Staden hade också att ta itu med de flyktiga berberna, ursprungsbefolkningen i regionen där Karthago byggdes. År 146 f.Kr., efter det tredje och sista puniska kriget, förstördes Karthago och ockuperades därefter av romerska styrkor. Nästan alla andra feniciska stadsstater och tidigare kartagiska underlydande områden föll i romerska händer därefter.

## Utgrävningar

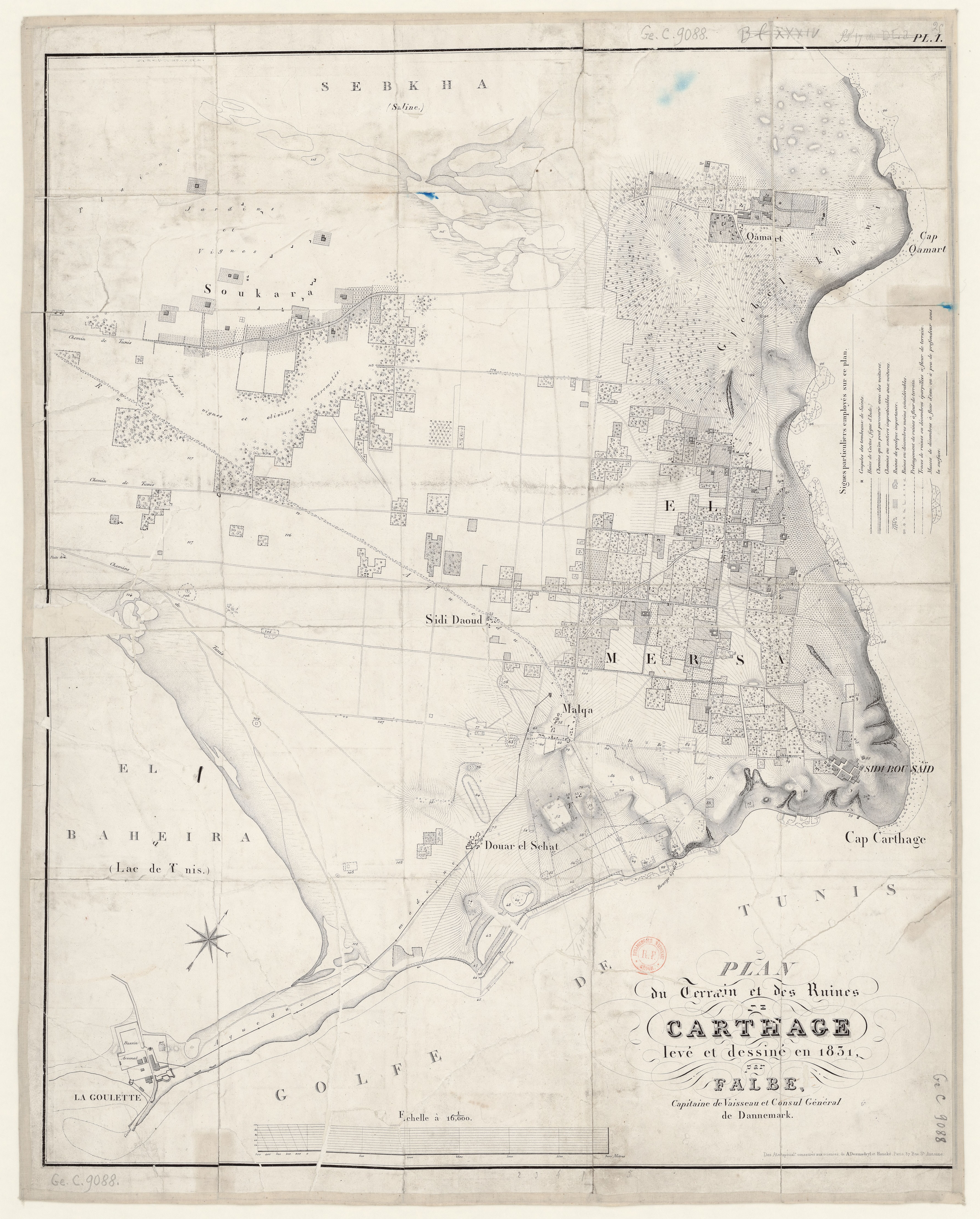
Konsul Christian Tuxen Falbes karta över Karthago, tryckt 1833.

Karta som visar var olika arkeologiska lämningar ligger.

De första arkeologiska utgrävningar av Karthago leddes av den danska 
konsulen Christian Tuxen Falbe. Tuxen var stationerad i Tunis och publicerade de första ritningar över området år 1833.

## Byggnader
Mycket av arkitekturen i Karthago är förstörd och idag finns endast få feniciska eller romerska monument bevarade. Bland de framstående byggnaderna kan nämnas
- Antoninus badhus byggd ca år 145-165, anses som det största i Nordafrika
- Hamnen (kothoa) omger en ca 100 m bred kanal och är delad på dels en hamn för krigsfartyg innerst och dels en hamn för handelsfartyg ytterst, återuppbyggd av romarna i samma form
- Amfiteatern, liten sidoteater, i stort helt förstörd i motsats till stora teatern
- Gravplatsen Tophet  är en grottliknande religiös helgedom tillägnad guden Baal-Hammon med en rad gravplatser
- Tornet på Byrsakullen, den centralt belägna kullen i staden
- Eldkulelagret, stenkulor som doppades i brännbart ämne och slungades mot fientliga fartyg
- Teatern är helt restaurerad, svårt att urskilja originaldelar, används idag till uppträdanden
- Bokvarteret på Byrsakullen, välbevarade ruiner från bostadshus
- Kolumnbyggnaden, ruiner efter byggnad med okänt ursprung, möjligen Gargilius badhus

I världsarvet ingår amfiteatern, teatern, hästkapplöpningsarenan (circus), odeion, villor från Romarriket, restaurerade termer, ruinen av Cyprianus basilika och av basilika Maiorum.